# 1903 az irodalomban
Az 1903. év az irodalomban.

## Megjelent új művek

### Próza
- Louis Couperus holland író, költő regénysorozatának (1901–1903): De boeken der kleine zielen (A kis lelkek könyvei) befejező kötete
- Anatole France regénye: Színésztörténet (Histoire comique)
- Jack London egyik legnépszerűbb regénye: A vadon szava (The Call of the Wild)
- Henry James regénye: The Ambassadors (A követek)
- Francis Jammes francia író, költő regénye: Le Roman du lièvre (A nyúl regénye)
- Thomas Mann elbeszélése: Tonio Kröger
- Upton Sinclair második és harmadik regénye:[1]
  - The Journal of Arthur Stirling (Arthur Stirling naplója)
  - Prince Hagen (Az elítélt)
- Jules Verne regénye: Az Antillák világa (Bourses de voyage)

### Költészet
- Konsztantyin Balmont orosz szimbolista költő verseskötete: Будем как Солнце (Legyünk, miként a Nap)
- Giovanni Pascoli olasz költő versei: Canti di Castelvecchi (Castelvecchiói dalok)
- Antonio Machado spanyol szerző kötete: Soledades (Magányosságok)

### Dráma
- Gerhart Hauptmann naturalista drámája: Rose Bernd, bemutató és megjelenés

### Magyar irodalom
- Ady Endre második verskötete: Még egyszer (Nagyvárad)

## Születések
- január 14. – Sándor Kálmán magyar író, újságíró († 1962)
- február 13.– Georges Simenon francia nyelvű belga író, Maigret alakjának és detektívtörténeteinek szerzője († 1989)
- február 15. – Zsigray Julianna magyar író, költő († 1987)
- február 21. – Raymond Queneau francia író, költő, esszéista, matematikus († 1976)
- február 24. – Vladimir Bartol szlovén író, drámaíró, esszéista, keletkutató († 1967)
- június 8. – Marguerite Yourcenar francia író, költő, fordító és kritikus, 1947-től az Amerikai Egyesült Államokban élt († 1987)
- június 25. – George Orwell angol író, kritikus, az 1984 című regény szerzője († 1950)
- július 14. – Irving Stone, életrajzi regényeiről ismert amerikai író († 1989)

## Halálozások
- október 30. – Ozaki Kójó japán költő, író (* 1868)
- november 1. – Theodor Mommsen irodalmi Nobel-díjjal kitüntetett német történész, ókortudós (* 1817)